# Didymodon canaliculatus
Didymodon canaliculatus är en bladmossart som beskrevs av Hugh Neville Dixon 1930. Didymodon canaliculatus ingår i släktet lansmossor, och familjen Pottiaceae. Inga underarter finns listade i Catalogue of Life.